# Achelia orpax
Achelia orpax är en havsspindelart som beskrevs av Nakamura, K. och C.A. Child 1983. Achelia orpax ingår i släktet Achelia och familjen Ammotheidae. Inga underarter finns listade i Catalogue of Life.